# Zecchino d'Oro 2005
Il quarantottesimo Zecchino d'Oro si è svolto a Bologna dal 22 al 26 novembre 2005.
È stato presentato da Cino Tortorella, Tosca D'Aquino, Francesco Salvi e Anna Munafò e con la partecipazione a staffetta dei conduttori di Domenica in: Pippo Baudo (martedì), Mara Venier (mercoledì), Luisa Corna (giovedì), e Massimo Giletti (venerdì).
Vi è anche la presenza in studio di una redazione composta da mini-giornalisti provenienti dalle file del Piccolo Coro dell'Antoniano che hanno seguito lo Zecchino dando ampio spazio al backstage e interagendo via e-mail con i telespettatori. La sigla è stata una canzone sulla melodia del brano Il gatto puzzolone, vincitore della precedente edizione dello Zecchino, ma con testo rielaborato.
In questa edizione viene assegnata per l'ultima volta la targa G d'oro.
Il Fiore della solidarietà del 2005 è dedicato alla costruzione di un centro per l'infanzia abbandonata in Costa d'Avorio.
Da questa edizione e fino alla 61° il pubblico viene composto tutto da bambini e pochi adulti. Alla 62ª edizione questa particolarità è stata presente solo nelle prime tre giornate.
Gli ospiti furono i Ricchi e Poveri, Gabriele Cirilli, Valentina Vezzali, il Mago Pecar e Dario Di Tursi.
Inoltre durante la finale sono intervenuti in collegamento telefonico, Adriano Celentano, Giobbe Covatta, Carlo Conti, David Sassoli, Milly Carlucci, Giorgio Panariello, Antonella Clerici, Giancarlo Fisichella, Marcello Lippi, Biagio Antonacci, Dodi Battaglia, Ambra Angiolini,    Francesco Renga, Paolo Bonolis e Cafu per sostenere il Fiore della Solidarietà.

## Brani in gara
- Dino l'imbianchino (Testo: Sergio Menegale, Vincenzo Bortone/Musica: Sergio Menegale) - Vincenzo Civita (8 anni)
- Hip hop ippopotamo (Testo: Gianfranco Grottoli, Andrea Vaschetti/Musica: Gianfranco Grottoli, Andrea Vaschetti) - Filippo Piluso (9 anni)
- Il cammello con tre gobbe (لجمال بثلاث حدبات) (Testo italiano: Francesco Freyrie) ( Marocco) - Khaoula El Ouafi (خولة العوافي)  (8 anni)
- Il casalingo (Testo: Maria Francesca Polli/Musica: Franco Fasano) - Viola Cristina (6 anni) (2º posto)
- Il drago raffreddato (Testo: Paolo Vallerga/Musica: Marco Bigi) - Elisa Ferri (6 anni) e Chiara Sapienza (7 anni e ½)
- Il mio amico samurai (武士道) (Testo italiano: Roberto Piumini) ( Giappone) - Shiori Kitada (北田 栞) (8 anni)
- Il mio cuore è un gran pallone (Fjäriln) (Testo italiano: Biagio Antonacci) ( Svezia) - Emilia Eklund (8 anni e ½)
- Il pistolero (Testo: Silvestro Russo/Musica: Silvestro Russo) - Davide Caci (5 anni e ½)  (1º posto)
- In bici in città (Mein Fahrrad) (Testo italiano: Cheope) ( Austria) - David Samuel Stingl (9 anni)
- Inventa una poesia (Testo: Fagit, Gianfranco Grottoli, Andrea Vaschetti/Musica: Fagit, Gianfranco Grottoli, Andrea Vaschetti, Francesco Cambareri) - Maria Vincenza Carenza (9 anni)   (2º posto)
- Io sono un aquilotto (Unë jam një zog shqiponje) (Testo: Ferdinand Bjanku - Musica: Ferdinand Bjanku) (Testo italiano: Vittorio Sessa Vitali) ( Albania) - Juana Shtrepi (9 anni) (3º posto)
- L'amico mio fantasma (Testo: Mario Gardini/Musica: Giovanni Paolo Fontana, Roberto De Luca) - Erika Terragni (9 anni)
- Lo zio Bé (Дзе каза рогам) (Testo italiano: Francesco Salvi) ( Bielorussia) - Aljaksej Žyhalkovič (Аляксей Жыгалковіч) (9 anni)  (2º posto)
- Un mondo di gelato (Un mundo de helado) (Testo: Giovanni Gotti/Musica: Dodi Battaglia) ( Nicaragua) - Byron José Luna Sommariba  (10 anni)
- (fuori concorso) Mariele chi è? (Testo: Antonella Boriani/Musica: Gian Marco Gualandi) - Piccolo Coro dell'Antoniano

## Curiosità
- Il CD del 48° Zecchino D'Oro contiene un Easter egg.
- Maria Vincenza Carenza è la sorella maggiore di Antonio Carenza, che nel 2007 ha interpretato Una forchetta di nome Giulietta.
- Il Pistolero ha vinto superando di un solo punto i tre brani arrivati al secondo posto in ex-aequo.
- Viola Cristina ha partecipato alla seconda edizione di Ti lascio una canzone, e ha anche partecipato a Ballando con le stelle, nel 2010, gareggiando e vincendo nella sezione Ballando con le Stelline.
- A partire da questa edizione, vengono fatti sparare dei coriandoli quando viene proclamato il brano vincitore di un premio, il colore dei coriandoli varia a seconda del premio.
- Davide Caci e Chiara Sapienza hanno partecipato alla 1° edizione di Io canto.
- Topo Gigio ritorna dopo la sua assenza dell'anno scorso.